# Кулеше (Подляское воеводство)
Кулеше (пол. Kulesze) — деревня в Монькском повете Подляского воеводства Польши. Входит в состав гмины Моньки. По данным переписи 2011 года, в деревне проживало 417 человек.

## География
Деревня расположена на северо-востоке Польши, к востоку от реки Бебжа, на расстоянии приблизительно 9 километров к западу от города Моньки, административного центра повета. Абсолютная высота — 117 метров над уровнем моря. К северо-востоку от населённого пункта проходит национальная автодорога 65.

## История
Согласно «Указателю населенным местностям Гродненской губернии, с относящимися к ним необходимыми сведениями», в 1905 году в деревне Кулеши-Косовка проживало 620 человек. В административном отношении деревня входила в состав Притулянской волости Белостокского уезда (4-го стана).

В 1921 году в деревне проживало 570 человек (297 мужчин и 273 женщины). Имелось 100 домохозяйств.
В период с 1975 по 1998 годы Келеше являлась частью Белостокского воеводства.